# Ignacio Zaragoza, Quintana Roo
Ignacio Zaragoza är en ort i Mexiko.   Den ligger i kommunen Lázaro Cárdenas och delstaten Quintana Roo, i den östra delen av landet, 1 200 km öster om huvudstaden Mexico City. Ignacio Zaragoza ligger 20 meter över havet och antalet invånare är 2 213.
Terrängen runt Ignacio Zaragoza är mycket platt. Runt Ignacio Zaragoza är det mycket glesbefolkat, med 4 invånare per kvadratkilometer. Ignacio Zaragoza är det största samhället i trakten. I omgivningarna runt Ignacio Zaragoza växer i huvudsak städsegrön lövskog.